# Vladimír Koucký
Vladimír Koucký (13. prosince 1920 Vladivostok – 21. července 1979 Řím) byl český a československý odbojář, politik Komunistické strany Československa, poslanec Prozatímního Národního shromáždění, Národního shromáždění ČSSR a Sněmovny lidu Federálního shromáždění a diplomat.

## Biografie
Byl synem československého legionáře, narodil se během sibiřské anabáze na ruském Dálném východě.
Vystudoval Přírodovědeckou fakultu Univerzity Karlovy. Už během studií vstoupil do KSČ.
Za druhé světové války se angažoval v odboji, byl redaktorem ilegálního Rudého práva a v prosinci 1944 se stal členem IV. ilegálního Ústředního výboru Komunistické strany Československa.
V letech 1945–1946 byl poslancem Prozatímního Národního shromáždění za KSČ. V parlamentu setrval do parlamentních voleb v roce 1946. Znovu se v nejvyšším zákonodárném sboru objevil po parlamentních volbách roku 1960, kdy usedl do Národního shromáždění Československé socialistické republiky. Mandát získal i v parlamentních volbách roku 1964. Byl členem předsednictva Národního shromáždění, přičemž na tuto funkci rezignoval v dubnu 1968.
V 50. letech 20. století působil na řídících postech v redakci Rudého práva (1952–1953 zástupce šéfredaktora, 1955–1958 šéfredaktor). V roce 1957 mu byl udělen Řád práce. Roku 1945 byl kooptován za člena Ústředního výboru Komunistické strany Československa. Ve funkci ho potvrdil VIII. sjezd KSČ. Na IX. sjezdu KSČ se stal náhradníkem ÚV KSČ. Na X. sjezdu, XI. sjezdu, XII. sjezdu a XIII. sjezdu KSČ byl opět volen přímo do ÚV KSČ. Od roku 1958 byl tajemníkem ÚV KSČ, kde měl na starosti mezinárodní styky. V březnu 1968 vedl delegaci KSČ na schůzku východoevropských komunistických stran v Budapešti. V polovině 60. let 20. století rovněž zastával post předsedy právní komise ÚV KSČ. V letech 1963–1965 vedl ideologickou komisi ÚV KSČ.
V prosinci 1967 patřil v rámci vedení ÚV KSČ k těm politikům, kteří prosazovali odchod Antonína Novotného z postu prvního tajemníka ÚV KSČ.
Po federalizaci Československa usedl roku 1969 do Sněmovny lidu Federálního shromáždění. Zde zasedal do roku 1971. V 60. a 70. letech 20. století působil jako diplomat. V letech 1968–1970 byl velvyslancem ČSSR v Sovětském svazu. V říjnu 1970 byl jmenován velvyslancem ČSSR v Belgii a Lucembursku. Zde zastupoval Československo do roku 1978, pak nastoupil jako velvyslanec do Itálie.
Zemřel náhle v červenci 1979 v Římě. Pohřeb se konal 30. července 1979 v obřadní síni krematoria v Praze-Strašnicích.